# Боян Саръев
Боян Симеонов Саръев е български православен духовник, основавател (1990) и председател на Движението за християнство и прогрес „Свети Йоан Предтеча“, което си поставя за основна цел да върне в християнската вяра потомците на ислямизираните българи.

## Биография
Саръев е роден на 5 май 1956 година в село Жълти чал, Ивайловградско (днес заличено), в семейство на мюсюлмани, но приема християнството.
Завършва милиционерското училище в Стрелча, след което работи като сержант в Крумовград и София. През 1985 година завършва и школата на МВР в кв. Симеоново, София. По-късно започва работа в завод „Електрон“. През май 1990 г. е ръкоположен за дякон, а по-късно и за свещеник в Пловдивската епархия. Служи в църквата „Св. Успение Богородично“ в град Кърджали. Развива широка благотворителна, образователна и мисионерска дейност.
Женен. Дъщеря му завършва генно инженерство, а синът му следва в духовна семинария.
Племенникът му, лейтенант Николай Саръев, почива от раните си, понесени при взривяването на българската база „Индия“ в иракския град Кербала през декември 2003 г. След това отец Боян заявява по БНТ, че ще съди българската държава, задето е жертвала своите синове заради американски интереси.
Саръев е номиниран с 3 почетни отличия за обществена дейност и включен от Американския биографичен институт в списъка с 500-те най-влиятелни личности по света.
Православното духовно средище „Св. Успение Богородично“ в кв. „Гледка“, град Кърджали, е изградено по инициатива на отец Боян Саръев, за да служи като стожер на християнството в Родопите. Построено е изцяло със средствата на дарители. В манастира „Св. Успение Богородично“ се намира единствената в България частица от Светия кръст, а също и мощи на светци, открити при разкопки и подарени на манастира от археолога Николай Овчаров.
Боян Саръев умира на 67-годишна възраст на 27 декември 2023 година след триседмично боледуване.

## Книги
Отец Боян Саръев е автор на книгата „Гласът на викащия в пустинята“ (ISBN	9549015211)